# Lethiscus stocki
Lethiscus stocki és una espècie de tetràpodes lepospòndils. Es tracta del representant més antic conegut dels aïstòpodes, un grup d'amfibis semblants a serps extremament especialitzats coneguts del Carbonífer i el Permià. És l'únic representant conegut del gènere Lethiscus i la família dels letíscids.
L. stocki és conegut a partir d'un únic espècimen de l'estatge Holkerià (Viseà mitjà del Carbonífer inferior) d'Escòcia, i és un dels tetràpodes posteriors al Devonià més antics coneguts. Tot i ser tan antic, ja era un animal molt avançat.